# Alcyonidium sanguineum
Alcyonidium sanguineum är en mossdjursart som beskrevs av Cook 1985. Alcyonidium sanguineum ingår i släktet Alcyonidium och familjen Alcyonidiidae. Inga underarter finns listade i Catalogue of Life.